# 316 v. Chr.
Portal Geschichte | Portal Biografien | Aktuelle Ereignisse | Jahreskalender | Tagesartikel

◄ |
5. Jahrhundert v. Chr. |
4. Jahrhundert v. Chr. |
3. Jahrhundert v. Chr. |
►

◄ | 330er v. Chr. | 320er v. Chr. | 310er v. Chr. | 300er v. Chr. |
290er v. Chr. |
►

◄◄ | ◄ | 319 v. Chr. | 318 v. Chr. | 317 v. Chr. | 316 v. Chr. |
315 v. Chr. |
314 v. Chr. |
313 v. Chr. |
► |
►►

## Ereignisse

### Politik und Weltgeschehen

#### Reich Alexanders des Großen

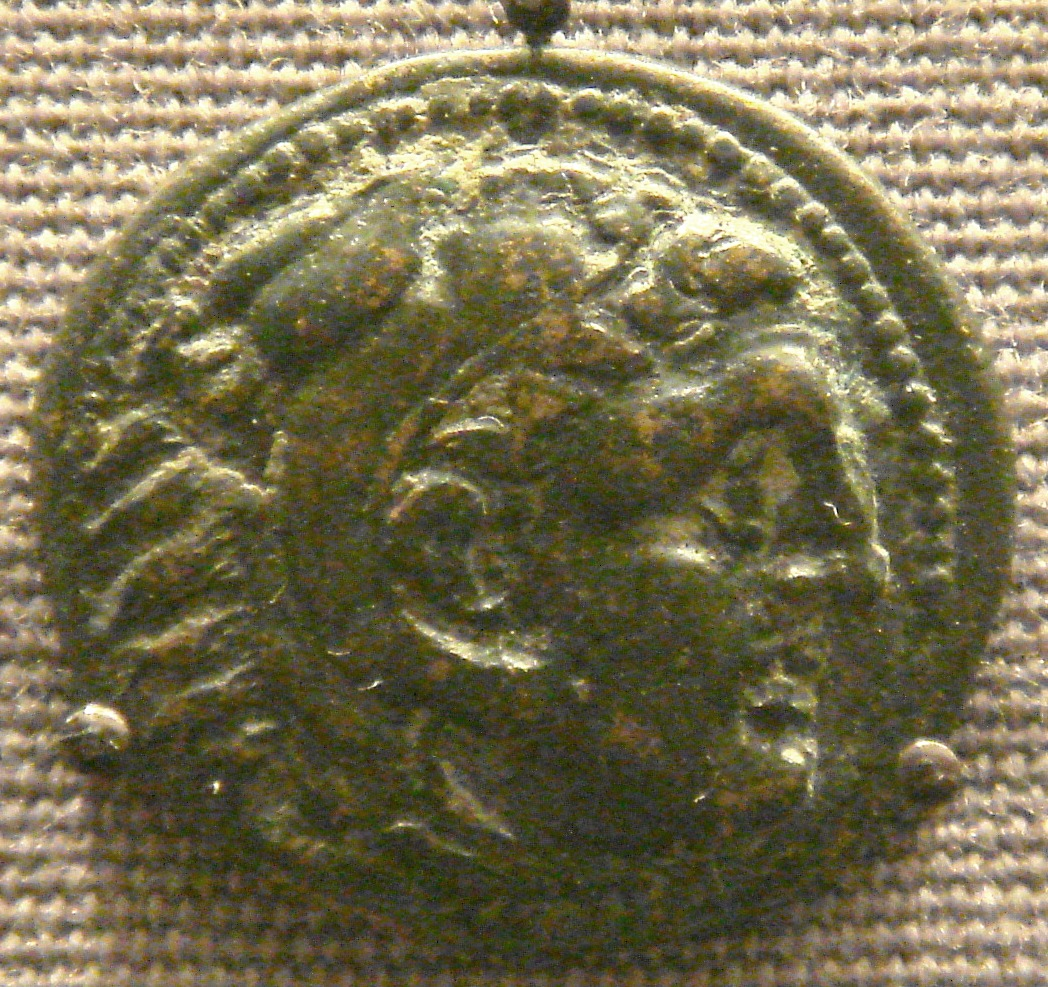
Münze des Kassander, London, British Museum

- Kassander kehrt von der Peloponnes mit seinem Heer nach Makedonien zurück, wo er Pydna belagert und erobert. Olympias von Epirus, die im Vorjahr von Epirus aus nach Makedonien gekommen und ihm die Herrschaft streitig gemacht hat, lässt er töten. Roxane und Alexander IV. Aigos hält er in Amphipolis gefangen. Polyperchon gelingt die Flucht nach Ätolien.
- Schlacht von Paraitakene (in Persien): Die Heere des Eumenes und des Antigonos liefern sich eine unentschiedene Schlacht, bei der auch Kriegselefanten eingesetzt werden.
- Schlacht von Gabiene: Die Heere des Eumenes und des Antigonos liefern sich erneut eine unentschiedene Schlacht. Wenig später wird jedoch Eumenes von dessen eigenem Heer an Antigonos ausgeliefert, welcher ihn töten lässt.
- Der makedonische Diadoche Kassander gründet die nach ihm benannte Stadt Kassandreia an der Stelle des alten Potidaia auf der Halbinsel Chalkidiki. Er heiratet Thessalonike, eine Stiefschwester Alexanders des Großen und lässt die Stadt Theben wiedererrichten.

#### Westliches Mittelmeer
- Nach mehreren Jahren des Waffenstillstandes nehmen die Römer im Zweiten Samnitenkrieg den Kampf gegen die Samniten wieder auf. Die Römer unter ihrem Diktator Lucius Aemilius besiegen die Samniten bei der Stadt Saticula. Dagegen stellen sich Nucera und Nola auf die Seite der Samniten.

#### Kaiserreich China
- Zeit der Streitenden Reiche: Dem Staat Qin gelingt die Eroberung Sichuans.

### Kultur
- Die Komödie Dyskolos des Dichters Menander wird bei den Lenaia uraufgeführt und gewinnt den ersten Preis.

## Geboren
- um 316 v. Chr.: Arsinoë II., Königin von Thrakien und Regentin von Ägypten († 270 v. Chr.)
- 316/315 v. Chr.: Arkesilaos, griechischer Philosoph († 241/240 v. Chr.)

## Gestorben
- Antigenes, Feldherr Alexanders des Großen (* um 380 v. Chr.)
- Attalos, makedonischer Soldat
- Olympias von Epirus, Mutter Alexanders des Großen
- Eumenes, Feldherr unter Alexander und während der Diadochenkriege (* 362/361 v. Chr.)
- Peithon, makedonischer Leibwächter (* ca. 355 v. Chr.)